# Marmato
Marmato es un municipio situado en el departamento de Caldas. Según el censo de 2018, tiene una población de 8485 habitantes.
Ubicado al noroeste del departamento, es famoso por sus minas de oro. Fue recorrido en el año 1536 por Sebastián de Belalcázar y 1538 por Juan de Vadillo. Su nombre proviene de una piedra en forma de hexaedro llamada pirita o marmaja. Es el cuarto municipio más viejo de Colombia.
Por su ubicación desafiante loma arriba sobre la arisca ladera del cerro El Guamo, Marmato fue bautizado hace muchos años con el apelativo de "Pesebre de oro de Colombia". Todo porque observado desde la carretera que lleva hasta su calle principal, el pueblo semeja un pesebre cuyas casas se agarran contra el cerro.

## Historia
Marmato es uno de los pueblos más antiguos de Caldas. La historia dice que hacia 1536, en plena época de la conquista, Sebastián de Belalcázar recorrió sus terrenos con varios de sus hombres. Dos años más tarde, de paso hacia lo que hoy es Anserma, el Mariscal Jorge Robledo también cruzó por estas tierras que son reconocidas en todo el país por su riqueza aurífera. No se conoce, sin embargo, la fecha exacta de su fundación. Aunque algunos señalan que en 1537 el mismo Belalcázar y su compañero de andanzas Juan de Vadillo declararon fundado el pueblo, el hecho de que se reconozca a Anserma como el primer pueblo fundado en esta región hace pensar que la fundación de Marmato debió haberse dado años más tarde. Lo cierto es que el poblado fue fundado inicialmente en el sitio donde está ubicado el corregimiento de San Juan, único municipio de Marmato, al parecer, fundado por Alemanes.
Ubicado en el sector noroeste del departamento de Caldas, las tierras de este pueblo que tiene características diferentes a la de los demás municipios caldenses fueron habitadas en un principio por las tribus Cartamas, Moragas y Curozapes, pertenecientes a la familia de los indios Ansermas. En el siglo XVII estos terrenos formaban un inmenso latifundio donde habitaban 71 esclavos que se dedicaban a la minería, extrayendo el oro que los españoles habían descubierto en las entrañas de la tierra. Hacia el año 1760 estos terrenos tenían un solo dueño, el señor Agustín de Castro y su esposa Gertrudis. 
La construcción de las casas sobre la ladera del cerro El Guamo se fue dando poco a poco por parte de los mineros que explotaban el oro. Como vivían en el sector que hoy se conoce como corregimiento de San Juan, el traslado todos los días hasta las minas demandaba un gran esfuerzo físico. Fue ahí cuando decidieron empezar a construir sobre la ladera, encima de los mismos socavones que estaban abriendo para encontrar el oro. Por esta razón su construcción posee una característica especial que no la tiene ningún pueblo de Caldas: está levantado casi en forma perpendicular sobre la ladera, desafiando la ley de la gravedad, como agarradas sus construcciones en la tierra. Como consecuencia de su geografía caprichosa, Marmato es un pueblo que no tiene calles ni carreras, ni dispone de una nomenclatura convencional. 

## Geografía física
Marmato está localizado en el flanco oriental de la cordillera occidental y en la vertiente occidental del río Cauca. Se encuentra topográficamente en el occidente del relieve conocido como el macizo de los mellizos. Sus coordenadas son 5 grados 29 minutos de latitud norte y 75 grados 36 minutos de longitud oeste. Está ubicado a una altura de 1310 metros sobre el nivel del mar, a una distancia de 90,4 kilómetros de Manizales. Tiene una extensión de 40.08 kilómetros cuadrados y posee una temperatura promedio de 23 grados centígrados. Su nombre es una derivación del vocablo marmaja, nombre que recibe una roca de color amarillo llamada pirita, un mineral rico en hierro que los aborígenes procesaban con piedras de moler. Debido a su topografía arisca que no permite delinear calles simétricas, algunas de las viviendas fueron levantadas sobre muros de piedra o tapias pisonadas. Sobre el cerro se observan las entradas a los socavones de las minas, como expresión de su riqueza aurífera.

## División Político-Administrativa
Además de su Cabecera municipal. Marmato tiene bajo su jurisdicción los siguientes Centros poblados:
- Echandìa
- Cabras
- El Guayabito
- El Llano
- El Cascajero
- Jiménez Alto
- Jiménez Bajo
- La Cuchilla
- La Miel
- La Portada
- La Quebrada
- Loaiza
- San Juan
- El Vergel
- El Tejar
- Boqueròn

La Garrucha 

## Urbanismo
Una de las características de este pueblo es que es quizá el único pueblo de Colombia que no tiene un gran atrio, por el contrario, el espacio actual denominado así, ha venido siendo rescatado, ya que en la historia era usado para parqueo y sesteadero ocasional de animales dedicados a la arriería. Marmato no ha tenido un parque digno, ni de de Bolívar ni de ningún prócer de la patria. A pesar de ser un municipio de Caldas, su influencia antioqueña es escasa, esto se debe a que es uno de los municipios más antiguos de Colombia y su influencia es casi directa de España, África, Alemania y de algunos místeres europeos que habitaron la región.  La iglesia fue construida tres cuadras abajo del lugar donde funciona un improvisado edificio de la alcaldía. Fue levantada a ras del pavimento, sin siquiera hacerle un andén. Tampoco tiene cúpula ni torres. Y a su alrededor no se estacionan los camperos jeep Willyz característicos de los pueblos caldenses. Marmato es una de las pocas poblaciones cafeteras que no dispone de este medio de transporte como transporte principal, pero existen algunos dedicados a ello. La gente se moviliza hacia las veredas en chiva, o en camionetas acondicionadas como vehículos de pasajeros. Todavía por sus calles transitan las recuas de mulas, testimonio clásico de los tiempos de la arriería.

## Patrimonio
Declarado Monumento Histórico Nacional el 2 de marzo de 1982, Marmato es el último vestigio que queda en Caldas de la cultura de las minas. En el sector del llano, donde funcionó un antiguo palenque, se conservan los ritos y bailes africanos, además de los petroglifos que se hallan en la zona de la ermita, esto, entre la antigua cabecera urbana y el sector del llano.

## Minería
La explotación del oro está ligada a la historia misma del municipio. Los españoles que llegaron hasta sus tierras en la época de la conquista lo hicieron atraídos por el metal que había en las entrañas de la montaña. Mineros de distintas partes del país llegaron hasta estas tierras contratados para sacar el oro. Pero también llegaron las compañías extranjeras que explotaron las minas durante muchos años, llevándose su riqueza. Ciudadanos ingleses, alemanes, franceses y suecos dejaron leyendas que hablan sobre la explotación de los mineros. Como reza la placa del monumento a la virgen María levantado frente a la entrada principal de la iglesia, los extranjeros se llevaron la riqueza, y a los Marmateños les quedó únicamente la pobreza. El viajero se sorprende cuando desde la carretera empieza a observar no solo las entradas a los túneles abiertos en la montaña, sino las inmensas instalaciones de los sitios donde funcionan los molinos que procesan la roca para extraerle el oro.

## Símbolos

### Escudo
Los colores del Escudo son el gris, el verde y el amarillo. El color gris bordea el escudo en toda su extensión. El color amarillo se encuentra en forma de triángulo en la parte superior e inferior del escudo. El color verde como el amarillo se expresa en forma de triángulos a derecha e izquierda del escudo. En la parte central del escudo, donde se cortan las figuras geométricas, hay un casco minero. Cruzados bajo el casco, hacia la izquierda una pica y hacia la derecha un almocafre. Por último, en la parte baja del Escudo, o arco amarillo, dos ramas de cafeto se entrecruzan.

### Bandera
Sus colores son los siguientes: Negro que identifica la fuerza de la raza afro caribeña. Amarillo que representa el oro que es un elemento determinante de la economía del municipio y es a su vez símbolo de la riqueza. El verde es el color de los campos, en donde está la despensa agrícola del municipio.